# Dahli
Dahli es un artista drag estadounidense, conocido por ser el ganador de la cuarta temporada de The Boulet Brothers' Dragula, así como por competir también en su segunda temporada y en la primera temporada de The Boulet Brothers' Dragula: Resurrection.

## Primeros años
Dahli nació el 17 de agosto de 1991 en Middleburg, Florida.

## Carrera
Cuando Dahli comenzó a hacer drag, centrándose en el terror, recibió continuamente comentarios negativos, alegando que lo que él hacía no era drag o simplemente no gustaba. Para él, uno de los mayores retos de hacer un drag alternativo es exponerse a las expectativas e ideas preconcebidas que la gente tienen sobre este tipo de arte y esta cultura. Él define su drag como un demonio asexuado y sin género, alejándose de un drag más convencional para centrarse en su lugar en elementos como los cuernos, la sangre o el bodypaint.
En 2020 compitió en el especial televisivo The Boulet Brothers' Dragula: Resurrection, coronándose como el ganador. Esto le llevó a recibir un premio de 20.000 dólares, y a formar parte del cast de la cuarta temporada de The Boulet Brothers' Dragula.
En 2021 volvió a competir en The Boulet Brothers' Dragula, esta vez en su cuarta temporada, siendo finalmente la ganadora. Pese a su éxito en la temporada y el apoyo previo de los fans, Dahli recibió diversas críticas a través de las redes sociales, afirmando que había poca variedad en su drag y que no se esforzaba en ajustar su drag a las diversas categorías exigidas por el programa, siento muestra de esto que en ningún momento se afeitó su característico bigote. Dahli se defendió diciendo que esta decisión no afectaba a los looks generales, y que estaba contento con su desempeño en el programa.
En septiembre de 2023 fue parte del espectáculo "Monsters of Drag", que tuvo lugar en el Royal Albert Hall, en Manchester.

## Vida personal
Dahli se identifica como una persona no binaria, y usa para referirse a sí mismo los pronombres «él» y «elle».

## Filmografía

### Cine
| Año  | Título                   | Papel          | Notas      |
| ---- | ------------------------ | -------------- | ---------- |
| 2013 | History Written In Blood | Jayyvon Monroe | Documental |

### Televisión
| Año       | Título                                      | Papel       | Notas        |
| --------- | ------------------------------------------- | ----------- | ------------ |
| 2017-2018 | The Boulet Brothers' Dragula (2ª temporada) | Concursante | 3 episodios  |
| 2020      | The Boulet Brothers' Dragula: Resurrection  | Ganador     | 1 episodio   |
| 2021      | The Boulet Brothers' Dragula (4° temporada) | Ganador     | 10 episodios |